# Valse mélancolique (новела)
«Valse mélancolique» («Меланхолі́йний ва́льс») ─ новела української письменниці Ольги Кобилянської у жанрі модернізму. Це історія життя трьох інтелектуалок, які думками та світовідчуттям не вписувалися у формат пересічної жінки свого часу. Авторка першою в українській літературі зобразила жіночі типи інтелігенток, аристократок духу, які мають високу мету у житті, прагнуть удосконалити свою особистість, убираючи в душу світові культурні надбання.

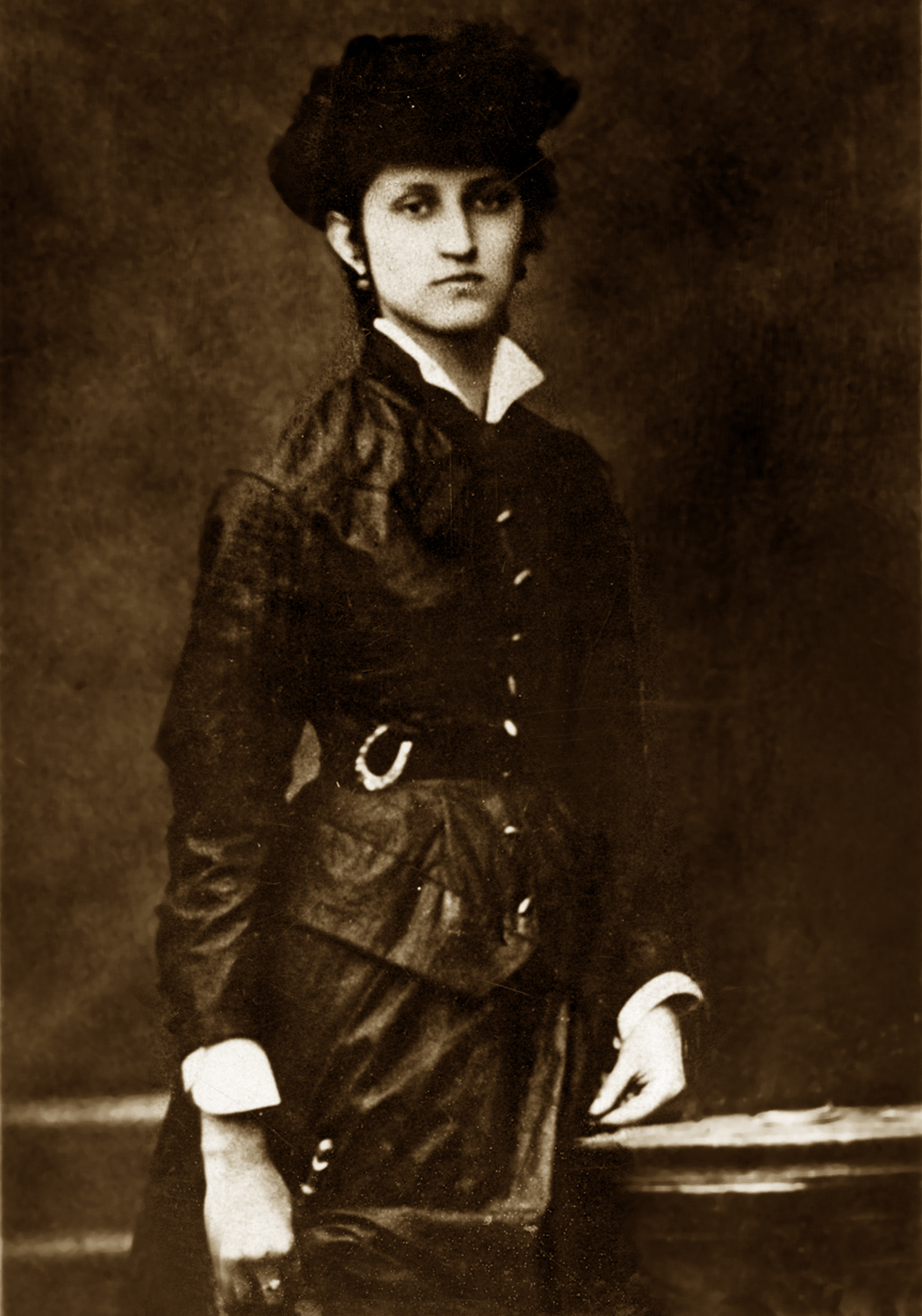
Ольга Кобилянська

## Історія створення і публікації
Як і багато інших творів Ольги Кобилянської, новела має значною мірою автобіографічний характер. Письменниця порівнювала своє життя з життям однієї з героїнь твору Софії Дорошенко. У листі до Осипа Маковея від 17 лютого 1898 р. вона писала: «Прочитали-сьте „Valse mélancolique“ і знаєте історію мого життя. Се моя історія. Більше не кажу нічого» (ІЛ, ф.14, № 139). Уперше надруковано 1898 року в «Літературно-науковому вістнику», т. 1, кн. 1. Ольга Кобилянська була невдоволена з першодруку, оскільки в ньому зроблено окремі зміни, дещо опущено, чимало друкарських помилок. За первісним німецьким автографом уперше надруковано 1904 р. у журналі «Ruthenische Revue», № 6—12. У перекладі О. Косач вміщено в журналі «Жизнь», 1900, т. XII. Німецький автограф твору датований 23 серпня 1894 р. Під українським першодруком стоїть дата: «Чернівці, 1897». Новела ввійшла до збірок Ольги Кобилянської «До світа» (Львів, 1905), «Твори», т. 1 (Х., 1929), «Вибрані твори», т. 2 (К., 1940).

## Сюжет
У новелі змальовується життя трьох талановитих інтелектуалок, що винаймають разом житло для навчання і праці: Марти (вчителька), Ганни (художниця), Софії (піаністка). Кожна з них прагне знайти своє щастя, найповніше виявити багаті духовні сили.
Починається твір сповіддю Марти, від імені якої й ведеться оповідь. Вона вводить читача у світ музики, з яким асоціюється постать подруги Софії. Далі йде історія знайомства.
Спочатку разом мешкали подруги Марта та Ганна. Вони мали схожі погляди на життя і доповнювали одна одну. Після підвищення орендодавцем плати за квартиру жінки змушені шукати третю співмешканку. Знайомство з Софією відбувається через повідомлення служниці, яка вказує на деталі її гардеробу: подерті рукавички, ґудзик від пальта тримається на одній нитці. Познайомившись ближче, Марта і Ганна дізнаються, що Софія професійно займається музикою. Перше враження змінюється після виконання Софією етюду Шопена. Перед ними розкривається талановита, вразлива до музики особистість. Між жінками встановлюється міцний духовний зв'язок.
Їхні долі складаються по-різному. Марта вийшла заміж і стала зразковою дружиною та дбайливою матір'ю. Ганна виїздить до Рима, де заводить вільні стосунки. Однак цей зв'язок швидко розривається. Волелюбна Ганна покидає батька дитини, беручи сина повністю під свою опіку.
Найтрагічніше склалася доля Софії. Її небуденний талант не зміг зреалізуватися ─ не було кому покрити великі видатки, потрібні для здобуття освіти у Відні. Смерть матері та відмова дядька допомогти завдали їй страшенної муки. Звук розірваної струни фортепіано був останньою краплею для змученого серця. Воно не витримало ─ настала раптова смерть.

## Персонажки
У новелі зображено постаті жінок-інтелектуалок, що почали з'являтися в західноукраїнському житті на зламі століть.
- Софія ─ меланхолійна й стримана піаністка. Крізь такі деталі, як її манери та вбрання, зрозуміло, що вона пристойна й витончена, але ніби зломлена горем. Вона живе заради музики, і найбільшим скарбом усього її життя є фортепіано. Спокійна й чутка, вона рідко посміхається, і відчувається в ній якийсь глибокий сум, який Музика (як її називали Марта і Ганна) старалась проявляти лише через фортепіано.
- Марта ─ втілення любові. Стримана, терпляча, жіночна, багата внутрішнім духом, «ладна обійняти весь світ», «вчилася музики, язиків і різних робіт ручних». Готувалася стати вчителькою. За словами Ганни ─ вроджена жінка та матір. При цьому вона чутлива й проста, легко закохується і схильна довіряти людям.
- Ганнуся ─ пристрасна, емоційна, самовпевнена, стресостійка, цілеспрямована і витривала художниця. Вона з деякою погордою ставиться до Марти, яка, мовляв, може стати «стовпом родини», але їй не зрозуміти «нюанси артистизму». Однак натуру Ганнуся мала чисту, без фальшу. Її гарячковість швидко змінювалась добротою та чуйністю. Вона талановита і живе своїм ремеслом. Художниця мріє про Італію, де зосереджені незрівнянні витвори мистецтва. В особистому житті не терпить приписів, їй байдуже, що скаже світ про її особисте життя.

## Ідейно-тематичний зміст
Провідною темою новели є музика, мистецтво та їхній вплив на людину, а також доля талановитого митця. Основними засобами розкриття психології персонажів є музичні образи й музичні переживання. Використовуючи їх, Кобилянська створює образ естета, творчої, духовно багатої особистості. Такими персонажами у творі є образи нових жінок, яких у тогочасній Буковині ще було небагато. Це жінки європейського типу. Ганнуся, Марта й Софія різні за характером, але їх об'єднує любов до краси, прагнення до гармонії, фізичної та духовної досконалості. Героїні твору ─ сильні, вольові, самодостатні, горді та незалежні жінки, що прагнуть утвердитися в чоловічому світі, шукають щастя насамперед у собі. Мистецтво задовольняє їхні запити. Долі цих жінок яскраво відтінюються мелодією меланхолійного вальсу.
Імпресіоністичне нюансування їхніх думок та почуттів становить основний зміст твору.

## Новела у критиці
У критичній літературі є різні й неоднозначні думки щодо розуміння новели. Осип Маковей сприйняв твір як позитивістський портрет трьох жінок ─ «простодушної», «зламаної» й «відважної». У радянські часи акцент робився на прагненні жінок-інтелігенток стати на шлях духовного розвитку, який в умовах капіталізму немислимий.
Тамара Гундорова побачила у творі лише «жіночий духовний роман» і навіть «еротичні елементи» в ньому, «кастрованих жінок» і бажання їх «віддатися» одна одній. Микола Євшан уважає, що в ньому йдеться про «поранкові душі», які прагнуть від життя краси та щастя, а найвищий їхній вияв ─ у любові, котру в серці носити може кожен.

## Екранізація
За мотивами новели «Valse melancolique» Борис Савченко 1990 року зняв однойменний фільм.